# Ендрю Губерман
Ендрю Д. Губерман (1975 , Пало-Альто, Каліфорнія ) — американський нейробіолог і постійний доцент кафедри нейробіології Медичної школи Стенфордського університету, який зробив значний внесок у дослідження розвитку мозку, нейропластичності та регенерації нервової системи. Значна частина його роботи зосереджена на зоровій системі, включаючи механізми, що контролюють опосередковану світлом активацію циркадних і вегетативних центрів збудження в мозку, а також контроль мозку над свідомим зором. 
Губерману приписують винахід терміну «глибокий відпочинок без сну» ("Non-Sleep Deep Rest", NSDR), що стосується практик, які переводять мозок і тіло в поверхневий сон, щоб прискорити нейропластичність і допомогти компенсувати розумову та фізичну втому.

## Освіта
Губерман закінчив середню школу Генрі М. Гунна в 1993 році. Він отримав ступінь бакалавра в Університеті Каліфорнії в Санта-Барбарі в 1998 р., ступінь магістра в Університеті Каліфорнії в Берклі в 2000 р. та ступінь доктора філософії з нейронауки в Каліфорнійському університеті у Девісі в 2004 р.

### Дослідження в аспірантурі та докторантурі
З 1998 по 2000 рр. Губерман працював у лабораторії Ірвінга Цукера, а також працював з Марком Брідлавом з Каліфорнійського університету в Берклі у складі команди, яка визначала, як рання дія андрогенів впливає на розвиток, і виконав перші експерименти з визначення структури бінокулярних зорових шляхів, які встановлюють "циркадний годинник" у гіпоталамусі. У 2000-2004 рр. працював докторантом у лабораторії Барбари Чепмен у Центрі нейронауки Каліфорнійського університету в Девісі, де виявив, що нервова активність і молекули, що направляють формування аксонів, працюють узгоджено, щоб забезпечити правильний "монтаж" бінокулярних карт у мозку. З 2005 по 2010 рр. Губерман був науковим співробітником, стипендіатом фонду Хелен Хей Вітні, у лабораторії Бена А. Барреса.

## Дослідження лабораторії Губермана
З 2011 по 2015 рр. Губерман працював доцентом кафедри нейробіології та нейронаук в Каліфорнійському університеті в Сан-Дієго. Його лабораторія вперше використала генетичні інструменти для вивчення функції зорової системи, розвитку та захворювань. Серед відкриттів лабораторії Губермана було виявлення того, що певні типи нейронів сітківки дегенерують на ранніх стадіях глаукоми — поширеної хвороби, що призводить до погіршення зору у понад 70 мільйонів людей, і від якої немає ліків.
Після переїзду в Стенфорд у 2016 році Губерман виявив і опублікував статтю про те, що використання неінвазійних методів, таких як візуальна стимуляція, може посилити регенерацію пошкоджених нейронів сітківки, що призводить до часткового одужання від сліпоти, особливо коли стимуляція поєднується з певними формами генної терапії. Ця робота широко висвітлювалася в популярній пресі, включаючи журнали Time і Scientific American, і є частиною ініціативи Audacious Goals Національного інституту очей, спрямованої на відновлення зору у сліпих. Лабораторія Губермана поширила ці висновки для розробки клінічних випробувань на людях з використанням технології віртуальної реальності для стимуляції регенерації та пластичності пошкоджених нейронів сітківки та інших зорових систем.
У 2017 р. Лабораторія Губермана створила платформу віртуальної реальності для дослідження нейронних механізмів, що лежать в основі патологічного страху та тривоги. Ця робота включала збір 360-градусного відео різних сценаріїв, що викликають страх, таких як акрофобія (страх висоти) та клаустрофобія (страх закритих приміщень), а також нетипових ситуацій, що викликають страх, таких як плавання з великими білими акулами. Платформа віртуальної реальності Губермана націлена на відкриття, які призведуть до розробки нових інструментів для людей, щоб коригувати свій стан, щоб сприяти адаптивному подолання стресу. Перша частина цієї роботи була опублікована в журналі Current Biology у 2021 р. у співпраці з нейрохірургом і нейронауковцем Едвардом Чангом (UCSF), де вони повідомили, що специфічні моделі активності острівної кори головного мозку корелюють із реакціями на тривогу та можуть передбачати їх.
У травні 2018 р. лабораторія Губермана опублікувала статтю в журналі Nature, в якій повідомлялося про відкриття двох нових мозкових ланцюгів ссавців: одного, що сприяє страху та паралічу, а іншого, який сприяє «сміливій»/конфронтаційній реакції на візуальні загрози. Це відкриття спонукало до дослідження того, як ці області мозку можуть бути задіяні в організмі людей, які страждають від тривожних розладів, таких як фобії та генералізована тривога.
У 2020 році лабораторія Губермана розпочала співпрацю з лабораторією Девіда Шпігеля Стенфордського відділу психіатрії та поведінкових наук, щоб систематично вивчати, як певні моделі дихання (тобто дихання/дихальна робота) і зорова система впливають на вегетативну нервову систему, стрес та інші стани мозку, включно зі сном.

## Подкаст
У січні 2021 р. Губерман запустив подкаст своєї лабораторії («Huberman Lab Podcast»), присвячений нейронауці та науково обґрунтованим інструментам. У ньому Губерман брав інтерв’ю у різних лікарів і вчених, зокрема у Роберта Сапольського, Девіда Сінклера, Лекса Фрідмана, Самера Хаттара, Меттью Волкера, Карла Дейссерота, Алії Крам, Анни Лембке, Девіда Шпігеля та Еріха Джарвіса.

## Зовнішні посилання
- Huberman Lab
- Andrew D. Huberman Ph.D. | Stanford Medicine
- Youtube Channel